# Ernst Ruch
Ernst Ruch (* 26. August 1919 in München; † 11. Mai 2015) war ein deutscher theoretischer Chemiker und Physiker, der als Professor für Quantenchemie an der FU Berlin lehrte.
Ruch erwarb 1945 sein Diplom in Physik an der TH München und war dort Assistent des Mathematikers Josef Lense. 1949 wurde er an der TH München promoviert  und 1955 habilitierte er sich bei Günter Scheibe (1893–1980) mit Zur Frage der Bindung bei den Cyclopentadienylmetallkomplexen und wurde Privatdozent.
1961 wurde er außerordentlicher Professor an der TH München und 1966 Professor für Quantenchemie an der FU Berlin.
1987 wurde er emeritiert. Er wohnte in Schliersee.
Er befasste sich mit theoretischer Chemie, Quantenchemie, optischer Aktivität, Chiralität und Metallocenen.
Mit Ivar Ugi entwickelte er eine Theorie stereoselektiver Reaktionen.
1980 erhielt er die Liebig-Denkmünze und 1960 den Nernst-Haber-Bodenstein-Preis.